# مجرة غير منتظمة

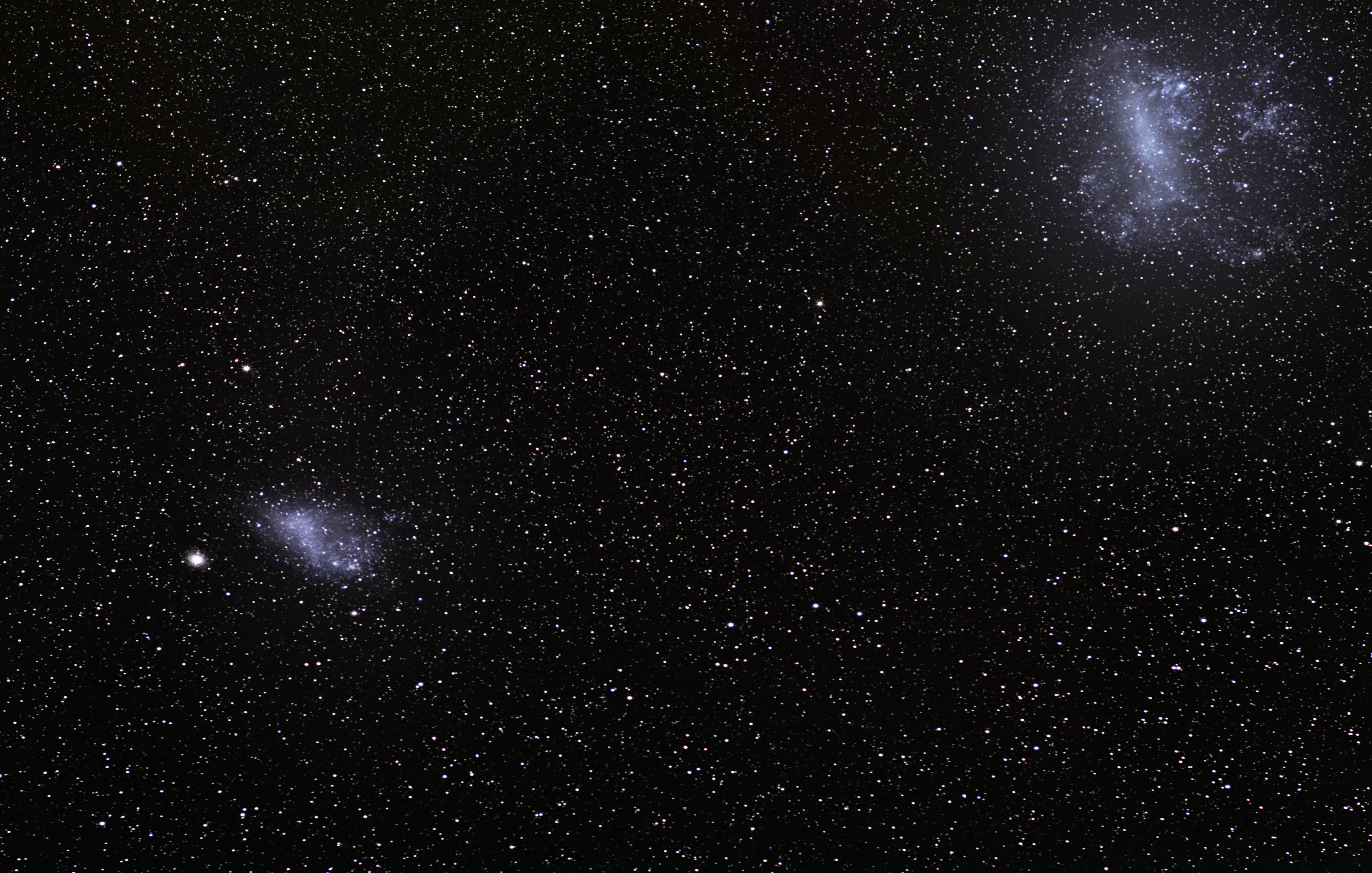
مجرة ماجلان الكبرى وسحابة ماجلان الصغرى هما مجرتان قزمتان غير منتظمتان، وتابعتان لمجرتنا مجرة درب التبانة.

مجرة غير منتظمة إن جي سي 4449.

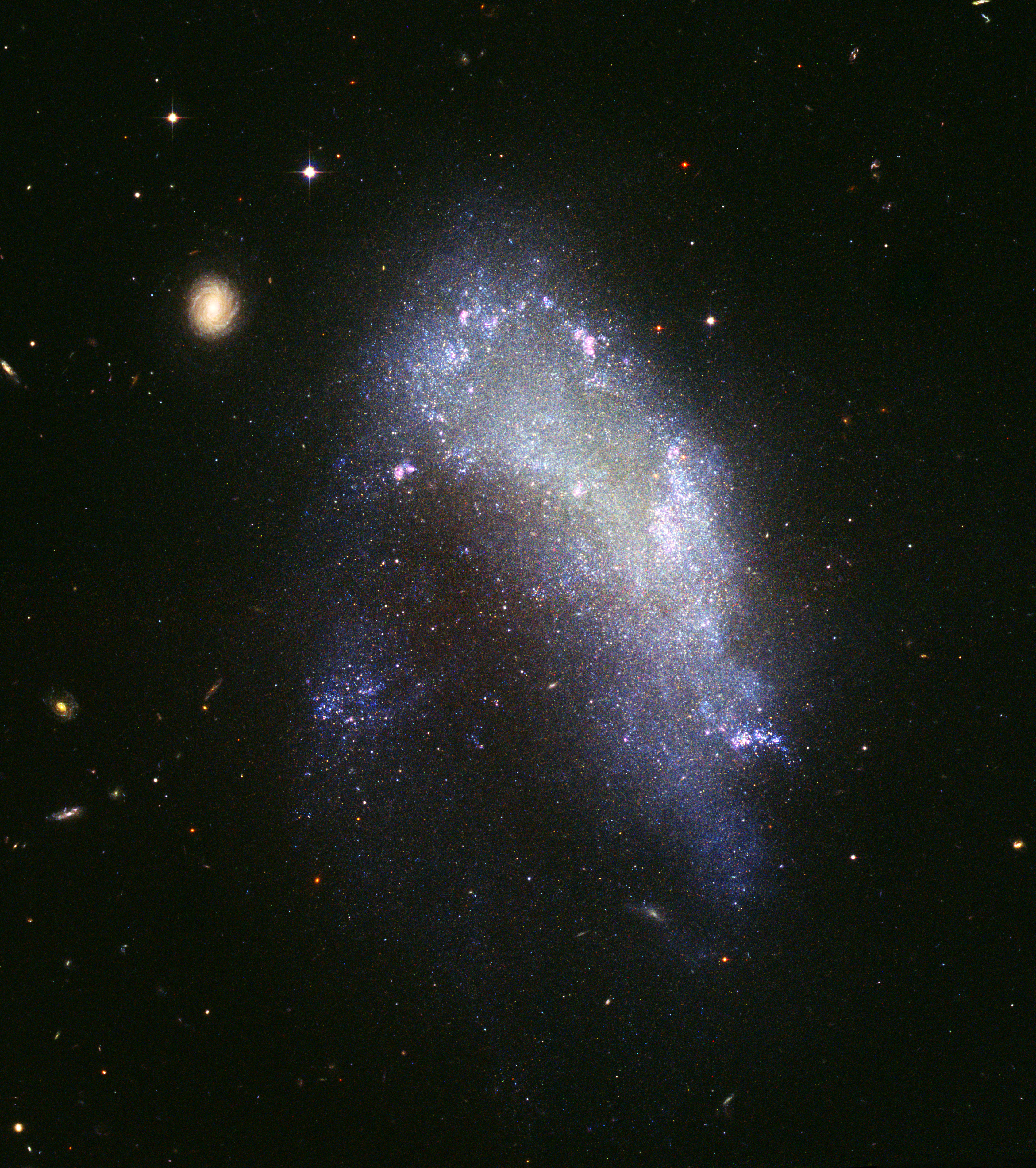
المجرة NGC 1427A, نموذج لمجرة غير منتظمة ، وتبعد عنا 52 مليون سنة ضوئية.

المجرة الشاذة أو غير المنتظمة (بالإنجليزية: Irregular Galaxy) هي مجرة تظهر بشكل عشوائي غير منتظم وليس لها شكل معين مثل المجرات الإهليجية والمجرة الحلزونية. وتحتوي معظم هذه المجرات غير المنتظمة على سحب غازية متلبدة ونجوم زرقاء لامعة وإن كان بعضها فقيرا في السحب الغازية، وكذلك تحوي نجوما من نوع العمالقة الحمر متقدمة في السن، ويرى العلماء إن معظمها تكون من تصادم المجرات فيما بينها فتشوه شكلها للشكل الحالي، ويعتقد العلماء أن المجرات غير المنتظمة  تشكل حوالي ربع مجرات الكون المنظور، وأكثر المجرات الشاذة كانت إما حلزونية أو إهليليجية لكن عوامل الجذب شوهت المجرة لتظهر بهذا الشكل. المجرات الشاذة لها كتلة ما بين 108 إلى 1010 كتلة شمسية، وأقطار من 1 كيلوفرسخ (الكيلوفرسخ 3,200 سنة ضوئية) حتى 10 كيلوفرسخ (أي 10 آلاف فرسخ فلكي) ، ومقادير إضاءة من -13 إلى -20.
و منها:
- سحابات ماجلان
- NGC 6240
- NGC 3109
- IC 10

## سحابات ماجلان
صنفت سحابتي ماجلان سحابة ماجلان الكبرى وسحابة ماجلان الصغرى في اأولا كسحابتين غير منتظمتين. ولكن فيما بعد صنفت سحابة ماجلان الكبرى بتصنيف مجري من نوع SBm  ، وهو نوع من مجرة حلزونية ضلعية ، ولهذا تميز بنوع «مجرة حلزونية ماجلانية ضلعية».
أما سحابة ماجلان الصغرى - وهي قريبة أيضا من مجرتنا مجرة درب التبانة (الإثنتان تعتبران تابعتين لمجرتنا) حيث لا تبعدان عنا سوى نحو 150.000 سنة ضوئية ، هذا بالمقارنة بمجرة المرأة الملسلة التي تنتمي إلى مجموعتنا المحلية فهي تبعد عنا نحو 5و2 مليون سنة ضوئية
ولا تزال سحابة ماجلان الصغرى بتصنيفها كمجرة غير منتظمة - وتصنيفها من نوع Im على الرغم من أنها تشير إلى أن تكون من نوع مجرة حلزونية ضلعية. وبناءا على ذلك فقد استقر الأمر على تصنيف سحابة ماجلان الصغرى أيضا على أنها ليست مجرة غير منتظمة.

## صور لمجرات غير منتظمة

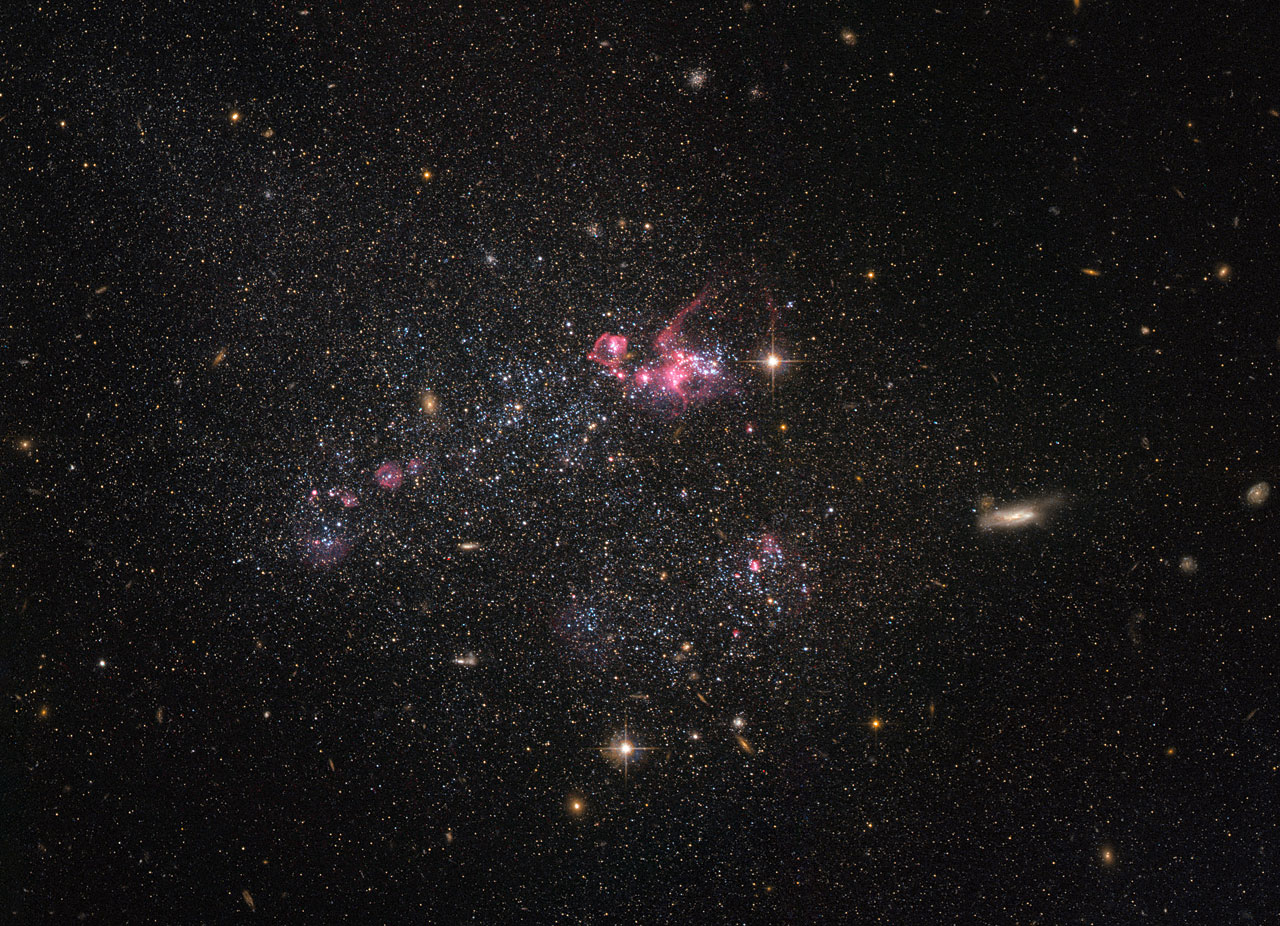
UGC 4459 مجرة قزمة غير منتظمة تبعد عنا 11 مليون سنة ضوئية في اتجاه كوكبة الدب الأكبر (كوكبة).
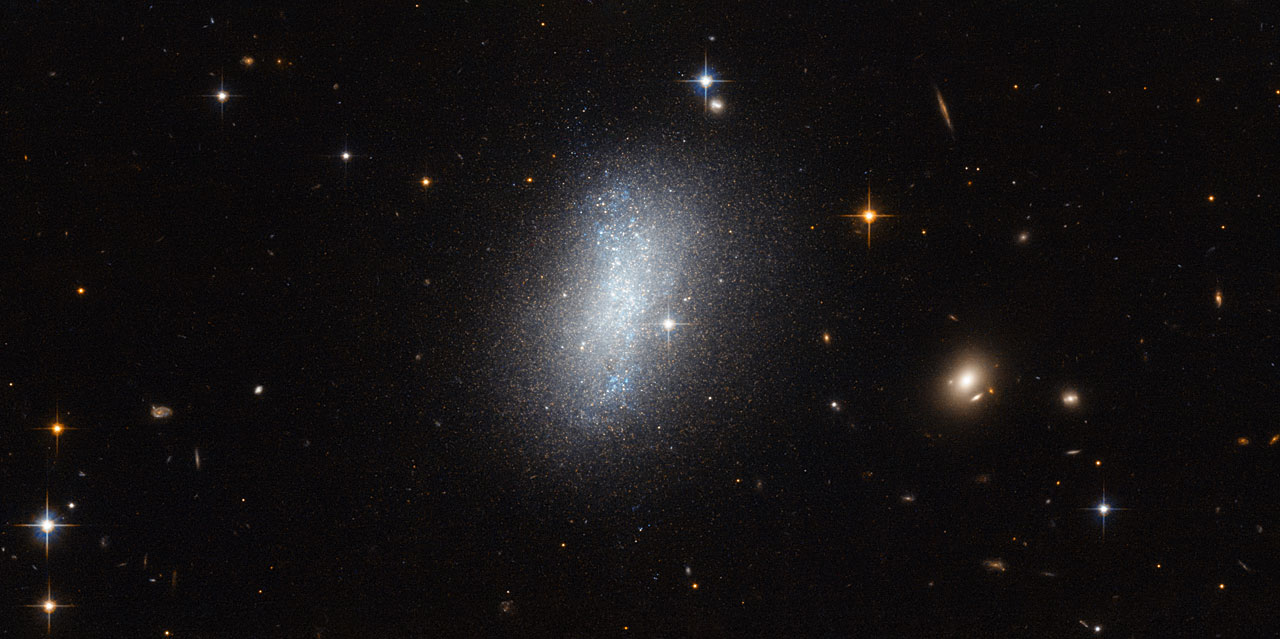
المجرة القزمة غير المنتظمة PGC 18431.
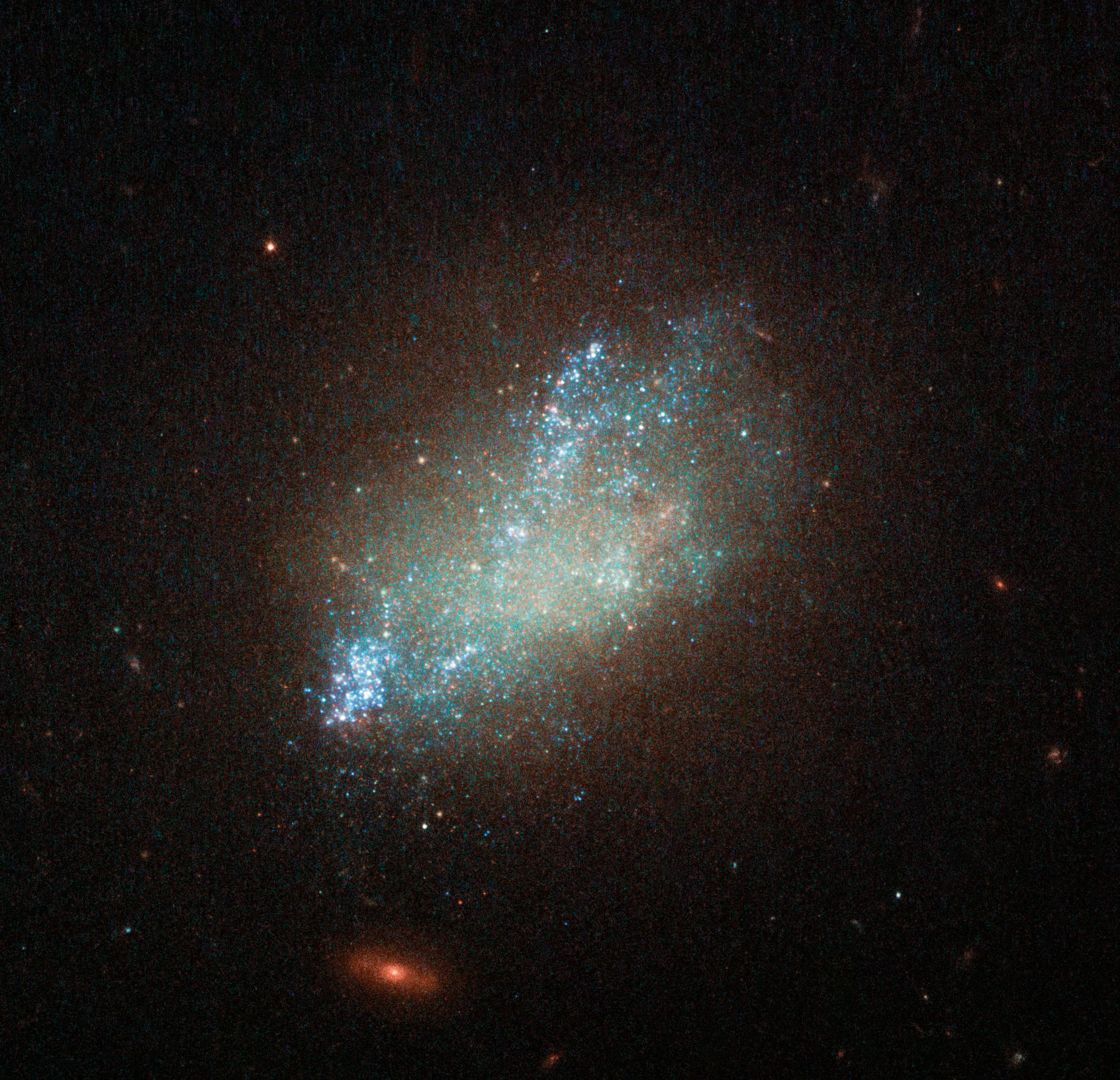
مجرة غير منتظمة IC 559 من نوع Sm .
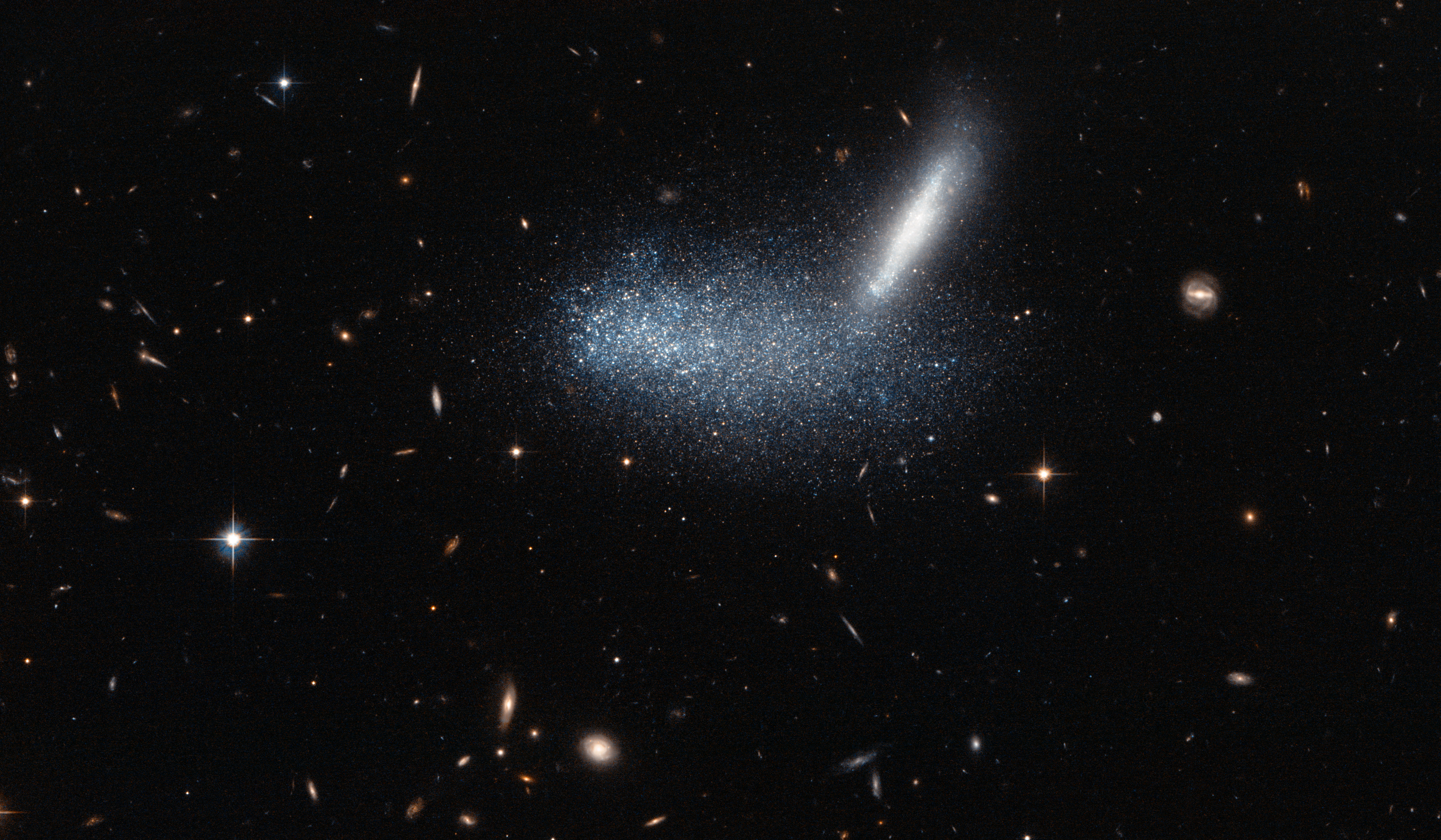
مجرة قزمة غير منتظمة PGC 16389 تغطي مجرة مجاورة لها APMBGC 252+125-117.

## وصلات خارجية
- موقع الكون في الإنترنت